# Bolesław Doktór
Bolesław Doktór (ur. 10 sierpnia 1929 w Trzebnicy, zm. 2 listopada 2021 w Międzyświeciu) – polski polityk, poseł na Sejm PRL VIII i IX kadencji.

## Życiorys
W 1951 był nauczycielem w Liceum Rolniczym w Kościelcu Kujawskim, natomiast od 1954 w Technikum Rolniczym w Międzyświeciu, którego w 1970 został dyrektorem. Po ukończeniu Wyższej Szkoły Rolniczej w Krakowie (1956) i Uniwersytetu Warszawskiego (1966) otrzymał tytuły odpowiednio inżyniera rolnika i magistra pedagogiki. Od 1966 należał do Zjednoczonego Stronnictwa Ludowego, zasiadał w Naczelnym Komitecie oraz w prezydium Wojewódzkiego Komitetu tej partii, był też prezesem Miejskiego Komitetu. Przez wiele lat zasiadał w Wojewódzkiej Radzie Narodowej w Bielsku-Białej (w tym jako wiceprzewodniczący). W 1981 uzyskał mandat posła na Sejm PRL VIII kadencji w okręgu Bielsko-Biała, zasiadając w Komisji Rolnictwa i Przemysłu Spożywczego, Komisji Oświaty i Wychowania oraz w Komisji Rolnictwa, Gospodarki Żywnościowej i Leśnictwa. W 1985 uzyskał reelekcję. W Sejmie IX kadencji zasiadał w Komisji Współpracy Gospodarczej z Zagranicą oraz w Komisji Edukacji Narodowej i Młodzieży.
Otrzymał Order Odrodzenia Polski i Medal Komisji Edukacji Narodowej.
Został pochowany na starym cmentarzu w Skoczowie.